# 頓所隼

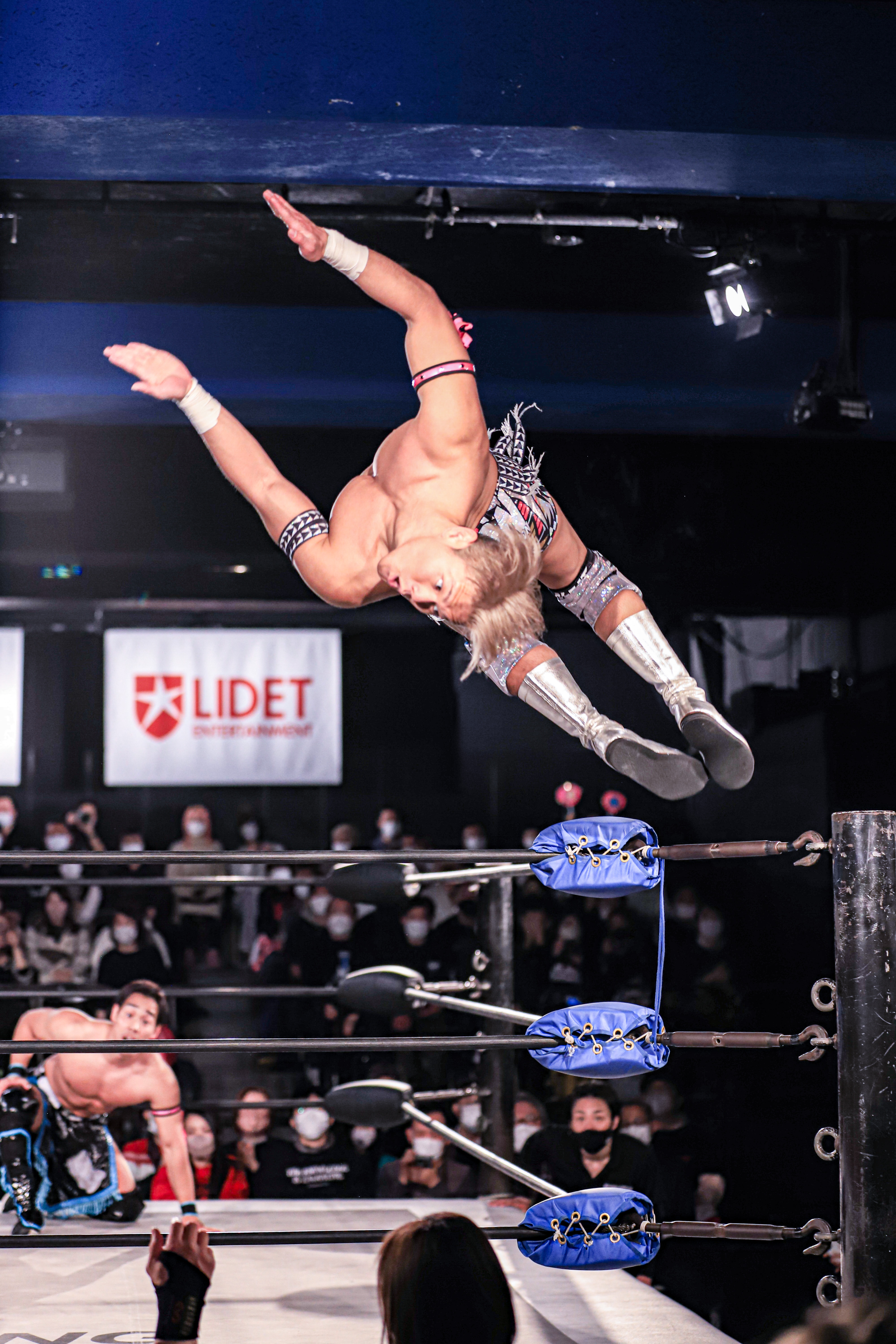
2023.02.15 GLEAT新宿FACE大会にて撮影

ブラスナックルJUN（1999年3月27日 – ）は、日本のプロレスラー。旧リングネームは頓所 隼

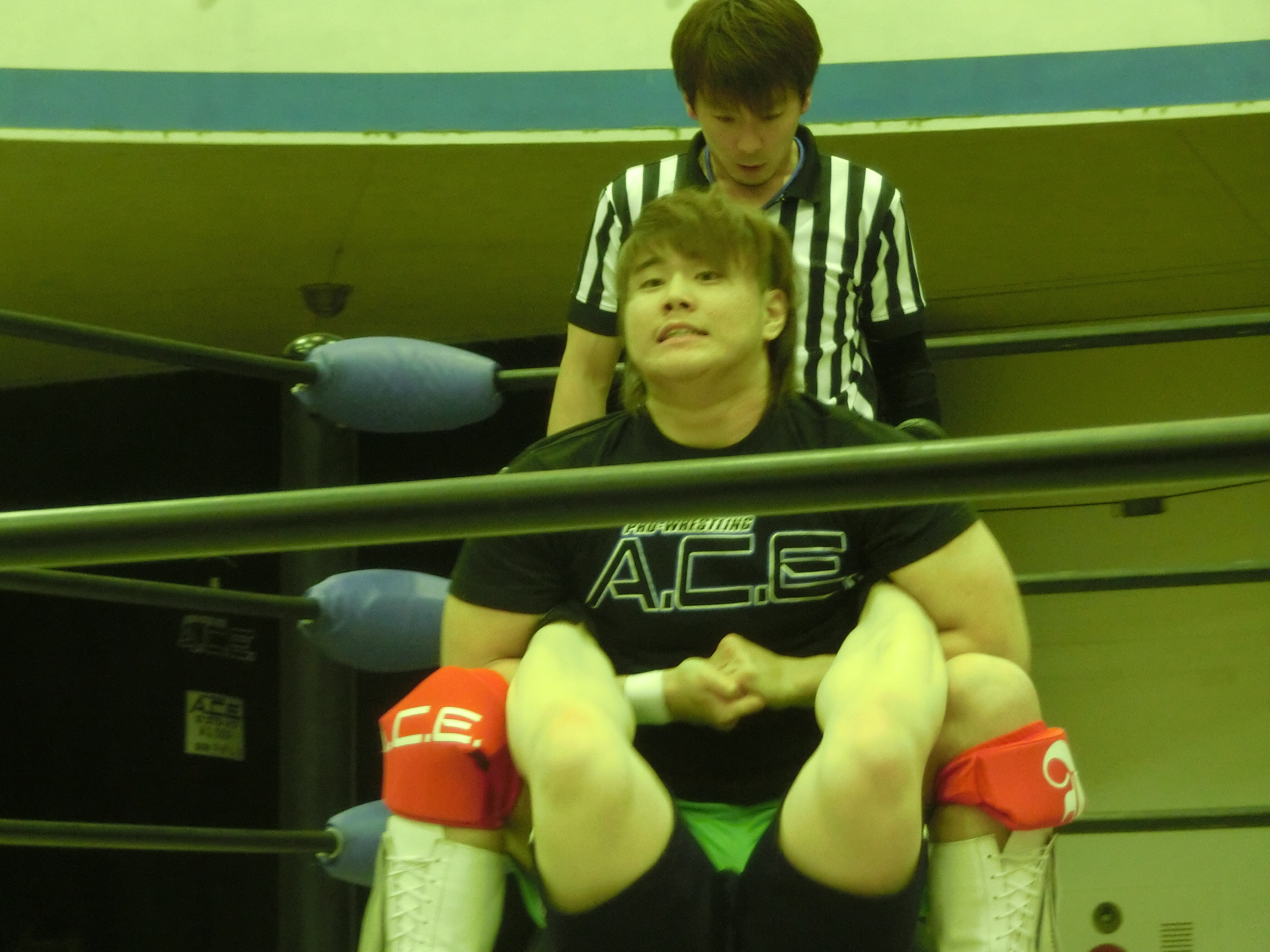
プロレスリングACE時代

## 略歴
埼玉県朝霞市出身。W-1が設立したプロレス総合学院出身（1期生）。
2016年3月30日、学院卒業記念試合・中之上靖文戦でデビュー。同じ一期生の立花誠吾とともにその後はW-1本体の巡業にも参戦し経験を積んだ。8月21日、吉岡世起と組んでの児玉裕輔＆藤村幸平戦で初勝利。7月17日、千葉大会での立花戦で自力初勝利。
11月12日、「Pro-Wrestling ACE」旗揚げ戦では、立花誠吾、進祐哉組と組み、新井健一郎＆デニス篠原、習田紘晶組と対戦。
2017年1月22日から始まるリザルトトーナメントチャンピオンシップ初代王者決定トーナメントに出場。
9月19日、WRESTLE-1クルーザーディビジョンチャンピオンシップ現王者の吉岡世起から次期挑戦者への逆指名を受けて、10月11日の後楽園ホール大会での王座挑戦が決定した。
10月11日、後楽園ホール大会にて吉岡とのクルーザー王座戦に挑み、前哨戦で吉岡から3カウントを奪った新技ドラゴン・スープレックスホールドを繰り出すなど健闘を見せたが、惜しくも敗戦。
2018年7月12日にW-1正式所属。10月24日後楽園大会にてCIMAに敗れたことで、『トンドコロ隼』にリングネームを改名。命名はCIMA。11月23日にはCIMAとタッグを組んだ。抗争を経て2019年5月3日、CIMAとの一騎打ちにてエニウェア2カウントフォールマッチを制したことでリングネームをもとに戻した。
W-1活動休止により、2020年3月31日をもって所属契約を解消。4月1日よりフリーランスとなる。
2022年3月23日、GLEAT新宿FACE大会にてGLEAT所属の井土徹也とフリー参戦していた佐藤恵一とともにユニット『60 SECONDS(シックスティ セカンズ)』を結成。
2022年5月18日付でGLEAT所属となる。

## 人物
下の名前はよく「準」と書き間違えられるが「隼」であった。
ACE時代はタイツは一貫して赤を基調としている。シューズにはヒラヒラがついていた。
学院時代からの同期、一とよく行動を共にする。

## 得意技
- ドラゴンスープレックス
- スイングDDT[8]
- 延髄斬り[8]